# Episodi di Citadel: Diana
La prima stagione della serie televisiva Citadel: Diana, composta da sei episodi, è stata interamente pubblicata sulla piattaforma streaming on demand Prime Video il 10 ottobre 2024, in tutti i Paesi in cui è disponibile.
| nº | Titolo        | Pubblicazione   |
| -- | ------------- | --------------- |
| 1  | Divisa in due | 10 ottobre 2024 |
| 2  | Guerra        | 10 ottobre 2024 |
| 3  | Insieme       | 10 ottobre 2024 |
| 4  | Gli Zani      | 10 ottobre 2024 |
| 5  | Assalto       | 10 ottobre 2024 |
| 6  | Giove         | 10 ottobre 2024 |

## Divisa in due
- Diretto da: Arnaldo Catinari
- Scritto da: Alessandro Fabbri

### Trama
- Guest star: Massimo Rigo (Paolo Marini), Maxence Dinant (Moreau).

## Guerra
- Diretto da: Arnaldo Catinari
- Scritto da: Alessandro Fabbri

## Insieme
- Diretto da: Arnaldo Catinari
- Scritto da: Gianluca Bernardini e Giordana Mari

### Trama
- Guest star: Massimo Rigo (Paolo Marini), Pietro Pace (Enzo Magnano).

## Gli Zani
- Diretto da: Arnaldo Catinari
- Scritto da: Ilaria Bernardini e Laura Colella

### Trama
- Guest star: Marco Cacciola (Andrea), Silvia Cohen (Marianne Martin).

## Assalto
- Diretto da: Arnaldo Catinari
- Scritto da: Ilaria Bernardini

### Trama
- Guest star: Marco Cacciola (Andrea).

## Giove
- Diretto da: Arnaldo Catinari
- Scritto da: Alessandro Fabbri

### Trama
- Guest star: Lalin Cafaro (Adele Colombo), Raffaele Matrone (Giorgio Colombo).